# Laura La Rocca
Laura La Rocca est une joueuse internationale allemande de rink hockey née le 4 avril 1992.  

## Palmarès
En 2016, elle participe au championnat du monde.